# 4-异丙基苯酚
4-异丙基苯酚是一种有机化合物，化学式为C9H12O。它可由苯基异丙基醚在氧化铝和氯化铝催化下异构化得到。它和四氯化钛在苯中回流，可以得到4-异丙苯氧基三氯化钛。